# Carte segrete
Carte segrete è stata una rivista culturale, affiancata dall'omonima casa editrice, fondata nel 1967 da Domenico Javarone e Gianni Toti, che ne furono anche i primi direttori. Con diverse sospensioni è uscita fino al 1987.

## Storia e attività editoriale
La rivista si contraddistinse per una forte caratterizzazione grafica, fin dalla copertina in cartone da imballaggio, e da contenuti letterari e artistici orientati alla sperimentazione. Fin dai primi numeri vi pubblicarono scrittori stranieri e italiani come Rafael Alberti, Julio Cortazar, Hermann Broch, Angelo Maria Ripellino, Bohumil Hrabal, Lawrence Ferlinghetti, Carlo Bernari, Enzo Siciliano.